# Melanostomias pauciradius
Melanostomias pauciradius är en fiskart som beskrevs av Matsubara, 1938. Melanostomias pauciradius ingår i släktet Melanostomias och familjen Stomiidae. Inga underarter finns listade i Catalogue of Life.